# Jardín Botánico del Instituto Técnico Agrario Estatal Celso Ulpiani

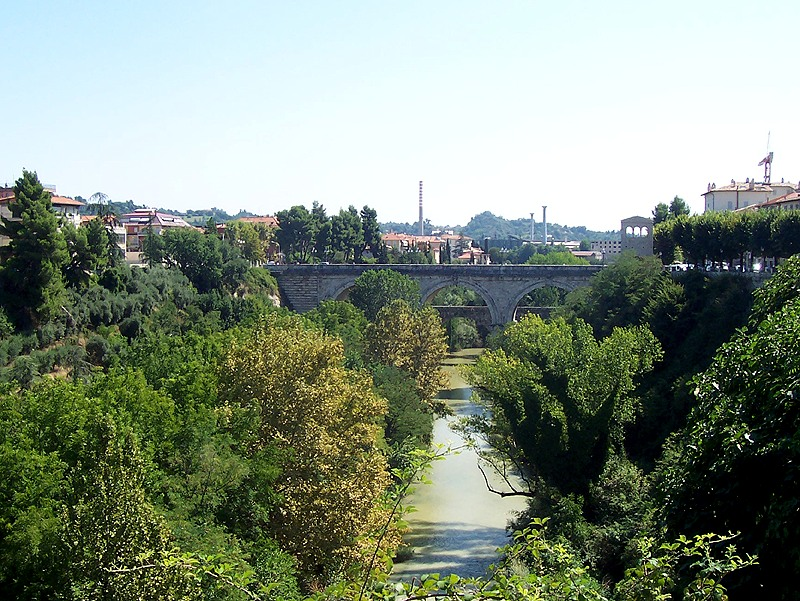
Bosque de rivera en la orilla del Tronto.

El Jardín Botánico del Instituto Técnico Agrario Estatal Celso Ulpiani (en italiano: Giardino Botanico, Istituto Tecnico Agrario Statale "Celso Ulpiani") es un jardín botánico, administrado por el "Istituto Tecnico Agrario Statale Celso Ulpiani", en Ascoli Piceno, Italia. 

## Localización
Se encuentra en los terrenos alrededor del instituto agrario.
Giardino Botanico, Istituto Tecnico Agrario Statale Celso Ulpiani, Viale della Reppublica, 30, Ascoli Piceno, Provincia de Ascoli Piceno, Marche, Italia.42°51′0″N 13°35′0″E / 42.85000, 13.58333
Está abierto todos los días que funciona el instituto agrario.

## Historia
El jardín fue inaugurado en 1988, con el propósito de que fuera un instrumento para la enseñanza de la ecología y la educación medioambiental. 

## Colecciones
Actualmente alberga:
- Plantas exóticas ornamentales,
- Colección de variedades raras de olivos,
- Arboreto con una colección de árboles nativos de las montañas y colinas italianas,
- Invernadero con plantas suculentas,
- Jardín de hierbas,
- Rocalla,
- Charca con plantas de humedal
- Ecosistema en la orilla del río Tronto.
- Anfiteatro de mármol de Travertino.